# Audi Allroad Quattro
Audi Allroad Quattro (с 2006 г. Audi A6 Allroad Quattro) — внедорожная версия моделей Audi A6 Avant и Audi A4 Avant (c 2009 г. Audi A4 Allroad Quattro). Данная модификация отличается от оригинальной модели стандартной постоянной полноприводной трансмиссией, пневматической подвеской, большим дорожным просветом, а также увеличенными и защищёнными передними и задними крыльями. По высоте дорожный просвет можно регулировать в четыре этапа, в диапазоне с 142 мм до 206 мм. При увеличении скорости движения высота дорожного просвета автоматически уменьшается, для снижения сопротивления воздуха и устойчивости автомобиля в целом.
Первое поколение Allroad Quattro имеет заказную опцию в виде понижающего редуктора. Цены на модели данной серии в Германии на февраль 2010 начинались от € 51 300 (дизель) и € 54600 (бензиновый двигатель).

## A4 Allroad Quattro

### A4 Allroad Quattro B8
В 2009 был начат выпуск Audi Allroad Quattro на базе модели Audi A4 Avant.

#### Характеристики двигателя
| Модель   | Объём | Мощность            | Тип двигателя                                                               |
| -------- | ----- | ------------------- | --------------------------------------------------------------------------- |
| 2.0 TFSI | 2,0 л | 155 кВт (211 л. с.) | бензиновый двигатель l4 турбокомпрессором TFSI                              |
| 2.0 TDI  | 2,0 л | 105 кВт (143 л. с.) | дизельный двигатель I4 с турбокомпрессором и прямым впрыском от Common Rail |
| 2.0 TDI  | 2,0 л | 125 кВт (170 л. с.) | дизельный двигатель I4 с турбокомпрессором и прямым впрыском от Common Rail |
| 3.0 TDI  | 3,0 л | 177 кВт (240 л. с.) | дизельный двигатель V6 с турбокомпрессором и прямым впрыском от Common Rail |

### A4 Allroad Quattro B8 facelift

#### Характеристики двигателя
| Модель   | Объём | Мощность            | Тип двигателя                                                               |
| -------- | ----- | ------------------- | --------------------------------------------------------------------------- |
| 2.0 TFSI | 2,0 л | 165 кВт (225 л. с.) | бензиновый двигатель l4 турбокомпрессором TFSI                              |
| 2.0 TDI  | 2,0 л | 105 кВт (143 л. с.) | дизельный двигатель I4 с турбокомпрессором и прямым впрыском от Common Rail |
| 2.0 TDI  | 2,0 л | 110 кВт (150 л. с.) | дизельный двигатель I4 с турбокомпрессором и прямым впрыском от Common Rail |
| 2.0 TDI  | 2,0 л | 130 кВт (177 л. с.) | дизельный двигатель I4 с турбокомпрессором и прямым впрыском от Common Rail |
| 2.0 TDI  | 2,0 л | 140 кВт (190 л. с.) | дизельный двигатель I4 с турбокомпрессором и прямым впрыском от Common Rail |
| 3.0 TDI  | 3,0 л | 180 кВт (245 л. с.) | дизельный двигатель V6 с турбокомпрессором и прямым впрыском от Common Rail |

### A4 Allroad Quattro B9

#### Характеристики двигателя
| Модель   | Объём | Мощность            | Тип двигателя                                                               |
| -------- | ----- | ------------------- | --------------------------------------------------------------------------- |
| 2.0 TFSI | 2,0 л | 185 кВт (252 л. с.) | бензиновый двигатель I4 турбокомпрессором TFSI                              |
| 2.0 TDI  | 2,0 л | 110 кВт (150 л. с.) | дизельный двигатель I4 с турбокомпрессором и прямым впрыском от Common Rail |
| 2.0 TDI  | 2,0 л | 120 кВт (163 л. с.) | дизельный двигатель I4 с турбокомпрессором и прямым впрыском от Common Rail |
| 2.0 TDI  | 2,0 л | 140 кВт (190 л. с.) | дизельный двигатель I4 с турбокомпрессором и прямым впрыском от Common Rail |
| 3.0 TDI  | 3,0 л | 160 кВт (218 л. с.) | дизельный двигатель V6 с турбокомпрессором и прямым впрыском от Common Rail |
| 3.0 TDI  | 3,0 л | 200 кВт (272 л. с.) | дизельный двигатель V6 с турбокомпрессором и прямым впрыском от Common Rail |

## A6 Allroad Quattro

### A6 Allroad Quattro C5
Audi Allroad — полноприводный универсал повышенной проходимости, выполненный на усовершенствованной платформе Audi A6 Avant. Впервые представлен в феврале 2000 года в Женеве. Летом 2005 года производство Allroad Quattro было прекращено.

#### Характеристики двигателя
| Модель  | Объём | Мощность            | Тип двигателя                                                                           |
| ------- | ----- | ------------------- | --------------------------------------------------------------------------------------- |
| 2.5 TDI | 2,5 л | 120 кВт (163 л. с.) | V6 турбодизель, с распределительным ТНВД, механическая КПП (экономичная версия Allroad) |
| 2.5 TDI | 2,5 л | 132 кВт (180 л. с.) | V6 турбодизель, с распределительным ТНВД                                                |
| 2.7 T   | 2,7 л | 184 кВт (250 л. с.) | V6-Biturbo, бензиновый                                                                  |
| 4,2     | 4,2 л | 220 кВт (300 л. с.) | V8 бензиновый                                                                           |

### A6 Allroad Quattro C6
Через два года после обновлённого A6 в мае 2006 года была запущена новая модель, которая теперь известна как Allroad Quattro Audi A6.

#### Характеристики двигателя
| Модель  | Объём | Мощность            | Тип двигателя                                                                             |
| ------- | ----- | ------------------- | ----------------------------------------------------------------------------------------- |
| 2.7 TDI | 2,7 л | 132 кВт (180 л. с.) | дизельный двигатель V6 с турбокомпрессором и прямым впрыском от Common Rail               |
| 3.0 TDI | 3,0 л | 171 кВт (233 л. с.) | дизельный двигатель V6 с турбонаддувом и системой Common Rail с непосредственным впрыском |
| 3.2 FSI | 3,2 л | 188 кВт (255 л. с.) | бензиновый двигатель V6 с FSI                                                             |
| 4.2 FSI | 4,2 л | 257 кВт (350 л. с.) | бензиновый двигатель V8 c FSI                                                             |

После фейслифтинга автомобиля изменилась и линейка двигателей:
| Модель   | Объём | Мощность            | Тип двигателя                                                                                   |
| -------- | ----- | ------------------- | ----------------------------------------------------------------------------------------------- |
| 2.7 TDI  | 2,7 л | 140 кВт (190 л. с.) | дизельный двигатель V6 с турбокомпрессором и прямым впрыском от Common Rail                     |
| 3.0 TDI  | 3,0 л | 176 кВт (240 л. с.) | дизельный двигатель V6 с турбонаддувом и системой Common Rail с непосредственным впрыском через |
| 3.0 TFSI | 3,0 л | 213 кВт (290 л. с.) | бензиновый двигатель V6 с наддувом и FSI                                                        |
| 4.2 FSI  | 4,2 л | 257 кВт (350 л. с.) | бензиновый двигатель V8 с FSI                                                                   |

### A6 Allroad Quattro C7
Третье поколение A6 Quattro Allroad выпускается с начала 2012 года.

#### Характеристики двигателя
| Модель   | Объём | Мощность            | Тип двигателя                                                                             |
| -------- | ----- | ------------------- | ----------------------------------------------------------------------------------------- |
| 3.0 TFSI | 3,0 л | 228 кВт (310 л. с.) | бензиновый двигатель V6 с FSI                                                             |
| 3.0 TDI  | 3,0 л | 150 кВт (204 л. с.) | дизельный двигатель V6 с турбокомпрессором и прямым впрыском от Common Rail               |
| 3.0 TDI  | 3,0 л | 180 кВт (245 л. с.) | дизельный двигатель V6 с турбонаддувом и системой Common Rail с непосредственным впрыском |
| 3.0 TDI  | 3,0 л | 230 кВт (313 л. с.) | дизельный двигатель V6 с турбонаддувом и непосредственным впрыском Common Rail            |

### A6 Allroad Quattro C8
Четвёртое поколение было представлено летом 2019 года. Модификация отличается решёткой радиатора с вертикальными хромированными рёбрами, серебристыми вставками в бамперах, рейлингами на крыше и защитным пластиковым обвесом по кругу.

#### Характеристики двигателя
| Модель | Объём | Мощность            | Тип двигателя                                                            |
| ------ | ----- | ------------------- | ------------------------------------------------------------------------ |
| 45 TDI | 3,0 л | 170 кВт (231 л. с.) | дизельный двигатель V6 с турбонаддувом и c технологией "мягкого гибрида" |
| 50 TDI | 3,0 л | 210 кВт (286 л. с.) | дизельный двигатель V6 с турбонаддувом и c технологией "мягкого гибрида" |
| 55 TDI | 3,0 л | 257 кВт (349 л. с.) | дизельный двигатель V6 с турбонаддувом и c технологией "мягкого гибрида" |